# العقمة (العدين)

تعديل مصدري - تعديل

العقمة محلة تابعة لقرية العديرة، التابعة لعزلة قداس بمديرية العدين إحدى مديريات محافظة إب في الجمهورية اليمنية، بلغ تعداد سكانها 21 حسب تعداد اليمن لعام 2004.